# 德言庆庙
德言庆庙，位于河北省张家口市张北县两面井乡德言庆庙村，是一座藏传佛教格鲁派寺院。

## 简介
清太宗皇太极时期，蒙古察哈尔部末代汗王林丹汗败走青海，并在青海病逝。如今张北县境内的蒙古人随之外迁，境内基本无人烟。清朝初年，张北渐成官牧之地，及王公贵族的马场。清朝康熙年间，张北再次成为察哈尔部的游牧之地。康熙十四年（1675年），清朝将察哈尔部由扎萨克旗改成总管旗，分成八个旗迁至宣化、大同边外驻牧。“边外”指如今大同、张家口、承德以北地区。这八个旗东到今承德木兰围场西境以及克什克腾旗，西到土默特东境，自东向西依次为：正蓝旗、镶白旗、正白旗、镶黄旗（以上为左翼四旗）、正黄旗、正红旗、镶红旗、镶蓝旗（以上为右翼四旗）。如今的张北县位于左翼四旗的镶黄旗南部。
清朝起初由政府出资在蒙古地区兴建佛寺，后来变成民建官助，提倡大户私建。当时，张北县境内有8座较大的寺庙：头台庙（兆丰寺）、波罗素庙（寿康寺）、阿拉庙、达拉齐庙、波罗钗察庙、海流图庙（崇禧寺）、小庙子（法轮寺）、德言庆庙。
清朝末年，清政府移民实边，开荒放垦。大批汉人来到张北县境内开垦草场。中华民国初年，继续该措施。蒙古人无法维持生计，乃相继迁出张北县境。
旧时，从张家口通往西北的商路大概分为中路、东路。德言庆庙是中路的重要地点。中路从张家口出发，出大境门，自德言庆庙出张北县境之后，经嘉卜寺（今化德县）等地至大圐圙，再延伸到俄国恰克图。